# Johann Christoph Pohl
Johann Christoph Pohl, auch Johann Christian Pohle (* 22. Juni 1706 in Lobendau bei Goldberg in Schlesien; † 26. August 1780 in Leipzig), war ein deutscher Mediziner.

## Leben
Pohl verlor frühzeitig seinen Vater und wurde von Verwandten erzogen. Er besuchte das Gymnasium in Schweidnitz und studierte ab 1727 an der Universität Leipzig. Hier erwarb er 1732 den akademischen Grad eines Magisters der Philosophie und die Erlaubnis, als Magister legens an Hochschulen Vorlesungen zu halten. 1734 wurde er Doktor der Medizin, 1741 Amtsphysikus, 1746 Beisitzer an der medizinischen Fakultät der Leipziger Hochschule und 1747 ordentlicher Professor der Medizin. Am 8. Juni 1736 wurde Johann Christoph Pohl mit dem Beinamen Philadelphus II. als Mitglied (Matrikel-Nr. 461) in die Deutsche Akademie der Naturforscher Leopoldina aufgenommen.
1758 übernahm er die Professur der Physiologie. 1763 wurde er Professor der Chirurgie sowie der Anatomie und später dann Professor der Pathologie. Zudem war er auch Decemvir, Senior der medizinischen Fakultät und Präpositus des großen Fürsten- und Frauenkollegiums. Zudem versah er die Funktion des Kreis-, Amts- und Landphysikus. Pohl beteiligte sich auch an den organisatorischen Aufgaben der Leipziger Hochschule und war in den Wintersemestern 1764, 1770 und 1778 Rektor der Alma Mater. 
Sein Sohn Johann Ehrenfried Pohl (1746–1800) erlangte ebenfalls Bekanntheit.

## Schriften und betreute Dissertationen
- Diss. philos. de Vampyris. Leipzig 1732
- Diss. de obesis et voracibus eorumque vitae incommodis et morbis. Leipzig 1734
- Diss. de prostatis calculo affectis. Leipzig 1737
- Progr. de absessu abdominali. Leipzig 1737
- Progr. de tumoribus cysticis feliciter maleque curatis. Leipzig 1738
- Diss. de respiratione sana et laesa. Leipzig 1738
- Progr. de berniis et in specie sarcocele. Leipzig 1739
- Progr. de defectu lienis et de liene in genere. Leipzig 1743
- Diss. de fibra senili. Leipzig 1746.
- Progr. de h yd rope saccato ab hydatidibus. Leipzig 1747
- Progr. de tumore lienis saccato a caussa hydropica. Leipzig 1749
- Exercitii disputatorii. Leipzig 1750
  - Tentamen I de Dysuria ab acredine humorum.
  - Tentamen II de spissitudine sanguinis a neglecto motu.
  - Tentamen III de motu musculari sanitati restaurandae conveniente.
  - Tentamen IV de imminuta ventriculi coctione a deperdito liquore gastrico.
  - Tentamen V de laesa a vitiata saliva chylosi.
  - Tentamen VI de mortis epidemicis ab aere atmosphaerico.
  - Tentamen VII de morbo endemio ab aqua impura.
- Diss. de febre lochiali. Leipzig 1753
- Progr. de callo ulcerum. Leipzig 1757
- Progr. de chylisicatione. Leipzig 1758
- Diss. de effusia in cerebro aquis. Leipzig 1763
- Diss. de dura matre partim ossea facta. Leipzig 1764
- Diss. de excretionum universalium moderamine. Leipzig 1764
- Progr. de morbis contextus cellulosi in genere. Leipzig 1765
- Progr. de genesi tumorum in contextu celluloso. Leipzig 1766
- Progr. de callo ulcerum. Leipzig 1767
- Progr. II de contextu celluloso fabricae ossium varietatem efficiente. Leipzig 1767
- Progr. de motu huinorum in contextu cellulari corporis animalis. Leipzig 1767
- Progr. de communicatione cellularum contextus cellulosi. Leipzig 1768
- Progr. de sede obstructionis inflammatoriae. Leipzig 1768
- Diss. de caussis obdructionis lentae. Leipzig 1768
- Progr. de regimine caloris et frigoris in morbis exanthematicis. Leipzig 1768
- Progr. de caussis morborum in hominibus carcere inclusis observatorum. Leipzig 1770.
- Progr. de callositate ventriculi ex potus spirituosi abusu. Leipzig 1771
- Progr. de cura morborum in hominibus carcere inclusorum. Leipzig 1772
- Progr. de apta musculorum disquisitione et divisione. Leipzig 1772
- Progr. de periculo contusionum capitis. Leipzig 1774
- Progr. de ossisicatione vasorum praeternaturalis. Leipzig 1774
- Progr. de corde adhaerente. Leipzig 1775
- Progr. de pericardio cordi adhaerente eiusque motum turbante. Leipzig 1775
- Progr. de fractura ossis bregmatis cum fissura per futuram in os temporum penetrante. Leipzig 1776
- Progr. de difficili infantum dentitione. Leipzig 1776
- Progr. de abscessu vesicae urinariae et inteitini coli. Leipzig 1777
- Progr. de venae sectione gravidarum. Leipzig 1777
- Progr. de hydrocephalo infantis recens nati interno et externo. Leipzig 1777
- Progr. de carcinomate mammae singulari curato. Leipzig 1777
- Progr. de lethalitate vulnerum lienis. Leipzig 1777
- Progr. de difficili disquisitione cadaverum aqua submersorum. Leipzig 1778
- Progr. de atrophia infantum. Leipzig 1780